# 송산차량사업소 (화성)
송산차량사업소(松山車輛事業所)는 한국철도공사의 수도권 전철 서해선을 운행하는 통근형 전동차를 비롯한, KTX-이음 전동차의 주박 및 검수를 위해 경기도 화성시 송산면 문호동 일원에 있는 차량기지다.
신안산선의 넥스트레인 1000호대 전동차도 주박 될 예정이다.

## 업무
- 한국철도공사 391000호대 전동차 경검수 및 주박
- KTX-이음 검수 및 주박
- 넥스트레인 1000호대 전동차 (예정)